# La Révolte des prétoriens
Pour plus de détails, voir Fiche technique et Distribution.
La Révolte des Prétoriens  (La rivolta dei pretoriani) est un film italien réalisé par Alfonso Brescia, sorti en 1964.

## Synopsis
Rome est soumise aux caprices et aux malversations du cruel empereur Domitien, le dernier des douze Césars. La terreur et la colère populaires augmentent lorsque le tyran ordonne qu'à l'occasion des fêtes d'Isis les plus belles femmes de la ville lui soient livrées. Parmi ces malheureuses se trouve la charmante fiancée de Valerius Rufus, chef de la garde prétorienne et ce dernier n'a nullement l'intention de renoncer à sa promise. Il parvient alors à enlever sa bien-aimée, alors qu'elle allait être sacrifiée en l'honneur de la déesse…

## Fiche technique
- Titre original : La rivolta dei pretoriani
- Titre français : La Révolte des prétoriens
- Réalisation : Alfonso Brescia
- Scénario : Gian Paolo Callegari
- Photographie : Pier Ludovico Pavoni
- Musique : Carlo Franci
- Pays d'origine : Italie
- Format : Couleurs - 2,35:1 - Mono
- Genre : péplum
- Durée : 100 minutes
- Dates de sortie :
  -  Italie : 1964
  -  France : 1er avril 1966

## Distribution
- Richard Harrison : Velerio Rufo
- Moira Orfei : Artamne
- Piero Lulli  : Domitien
- Giuliano Gemma : Cocceius Nerva
- Paola Pitti :	Lucilla
- Ivy Holzer : Zusa

## Voix françaises
- Guy Pierrault  : (Salvatore Furnari)
- Henri Djanik  : (un citadin)
- Jacques Harden  : (Piero Lulli)
- Jean Violette : (Aldo Cecconi)
- Jean-Claude Michel  : ( Richard Harrison)
- Michel Gatineau : (Renato Montalbano)
- Albert Augier  : (un patricien)
- Nadine Alari : (Moira Orfei)
- Richard Francœur   : (un patricien)
- Albert Augier  : (un citadin)
- Richard Francœur  : (Andrea Fantasia)
- Roger Rudel  : (Mirko Ellis)
- Claude Chantal  : (Lucilla)
- Version française[1] : Record film, direction artistique Martine et Gérard cohen